# Stefan Sowa
Stefan Sowa (ur. 28 listopada 1938 w Błażowej, zm. 13 listopada 2022) – polski piłkarz ręczny, mistrz i reprezentant Polski.

## Życiorys
Przez całą karierę był zawodnikiem AZS Katowice (1956-1970). W 1964 został mistrzem Polski, w 1963 wicemistrzem Polski, w 1961 i 1962 brązowym medalistą mistrzostw Polski (drużyny 7-osobowe). 
W reprezentacji Polski seniorów w odmianie 11-osobowej wystąpił na mistrzostwach świata w 1963, zajmując z drużyną 4. miejsce. Łącznie w tej odmianie piłki ręcznej zagrał w 7 spotkaniach polskiej drużyny, zdobywając 11 bramek. W odmianie 7-osobowej zagrał w 14 meczach reprezentacji Polski, zdobywając 14. bramek. 
Był absolwentem Wyższej Szkoły Wychowania Fizycznego w Katowicach. Od 1973 pracował w Wyższej Szkole Ekonomicznej (od 1974 Akademii Ekonomicznej), gdzie kierował Studium Wychowania Fizycznego i Sportu. Przeszedł na emeryturę w 2005.
W 1974 otrzymał tytuł Zasłużonego Mistrza Sportu, w 1999 został odznaczony Diamentową Odznaką Związku Polskiej Piłki Ręcznej w Polsce.